# جان برد (سیاستمدار کانادایی)

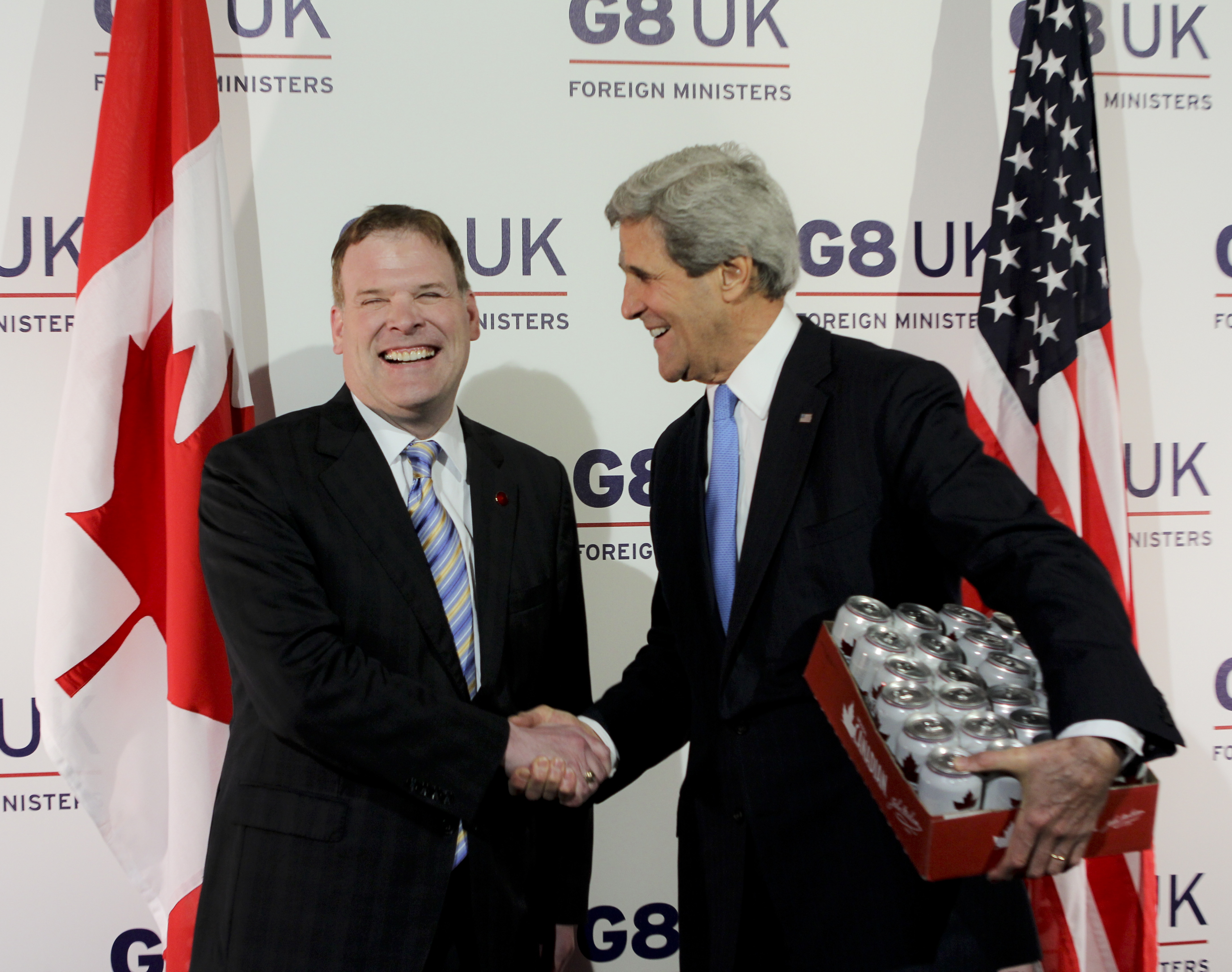
جان برد در برابر جان کری

جان برد، (به انگلیسی: John Baird) کارآفرین و سیاستمدار کانادایی است که از سال ۲۰۰۶ تا ۲۰۱۵ وزیر امور خارجه کانادا بود.
او با اعتراض به حزب نشنال دموکرات کانادا، که احیای روابط با ایران را خواستار شده‌است، به این حزب اتهام زده و گفت که این حزب ایدئولوژی «چپ افراطی» دارد و از قطعنامه‌هایی که حزب اپوزیسیون ارائه کرده‌است انتقاد کرد.

وی گفت:
 فکر می‌کنیم آنچه این قطعنامه‌ها نشان می‌دهد این است که حزب نشنال دموکرات همچنان از (ایدئولوژی) چپ افراطی الهام می‌گیرد.
در نهایت جورج سول، سخنگوی حزب نشنال دموکرات گفت که کمیته قطعنامه این حزب قطعنامه‌هایی مربوط به ایران را در انتهای فهرست قرار داده و بعید است دربارهٔ آن‌ها بحث شود.